# Manchester United Football Club 1984-1985
Questa voce raccoglie le informazioni riguardanti il Manchester United Football Club nelle competizioni ufficiali della stagione 1984-1985.

## Stagione
Con i nuovi acquisti di Gordon Strachan, Jesper Olsen e Alan Brazil nonché l'esordio da titolare di Mark Hughes (divenuto poi miglior marcatore stagionale con 24 reti), il Manchester United si confermò nelle prime posizioni della First Division, senza tuttavia poter tenere testa ai campioni dell'Everton, che peraltro avevano già eliminato la squadra al terzo turno di Coppa di Lega.
I Red Devils prevalsero comunque sui Toffees nella finale di FA Cup, raggiunta dopo aver eliminato, fra le altre squadre, il West Ham Utd e poi il Liverpool in semifinale. La vittoria in coppa nazionale non diede tuttavia il diritto ai Red Devils di disputare la Coppa delle Coppe: alcuni giorni dopo la disputa della finale, la UEFA dispose la squalifica dei club inglesi dalle competizioni continentali per i fatti dell'Heysel.
L'ultima partecipazione dei Red Devils prima del bando fu quindi alla Coppa UEFA, dove giunse sino ai quarti di finale in cui vennero eliminati ai rigori dai futuri finalisti del Videoton.

## Maglie e sponsor
Lo sponsor tecnico per la stagione 1985-1986 è Adidas, mentre lo sponsor ufficiale è Sharp. Vengono confermati gli stessi motivi delle divise della stagione precedente.
| Casa | Trasferta | Terza divisa |  |

## Rosa
| N. |                        | Ruolo | Calciatore        |
| -- | ---------------------- | ----- | ----------------- |
|    | Inghilterra (bandiera) | P     | Gary Bailey       |
|    | Inghilterra (bandiera) | P     | Stephen Pears     |
|    | Scozia (bandiera)      | D     | Arthur Albiston   |
|    | Inghilterra (bandiera) | D     | Mike Duxbury      |
|    | Inghilterra (bandiera) | D     | Billy Garton      |
|    | Inghilterra (bandiera) | D     | John Gidman       |
|    | Scozia (bandiera)      | D     | Graeme Hogg       |
|    | Irlanda (bandiera)     | D     | Paul McGrath      |
|    | Scozia (bandiera)      | D     | Gordon McQueen    |
|    | Irlanda (bandiera)     | D     | Kevin Moran       |
|    | Galles (bandiera)      | C     | Clayton Blackmore |

| N. |                             | Ruolo | Calciatore              |
| -- | --------------------------- | ----- | ----------------------- |
|    | Scozia (bandiera)           | C     | Arthur Graham           |
|    | Inghilterra (bandiera)      | C     | Remi Moses              |
|    | Paesi Bassi (bandiera)      | C     | Arnold Mühren           |
|    | Danimarca (bandiera)        | C     | Jesper Olsen            |
|    | Inghilterra (bandiera)      | C     | Bryan Robson (capitano) |
|    | Scozia (bandiera)           | C     | Gordon Strachan         |
|    | Irlanda del Nord (bandiera) | C     | Norman Whiteside        |
|    | Scozia (bandiera)           | A     | Alan Brazil             |
|    | Galles (bandiera)           | A     | Mark Hughes             |
|    | Irlanda (bandiera)          | A     | Frank Stapleton         |

## Risultati

### FA Cup
| Arbitro: | Courtney |

|                      |           |                          |
| Whelan 87’ Rush 119’ | Marcatori | 69’ Robson 98’ Stapleton |

| Arbitro: | Hackett |

|                       |           |                    |
| Robson 46’ Hughes 58’ | Marcatori | 39’ (aut.) McGrath |

| Arbitro: | Williams |

|                |           |  |
| Whiteside 110’ | Marcatori |  |

### Coppa UEFA
| Arbitro: | dos Santos |

|                                  |           |  |
| Robson 17’ Mühren 37’ Hughes 74’ | Marcatori |  |

| Arbitro: | Constantin |

|                            |           |                              |
| Preszeller 51’ Hannich 58’ | Marcatori | 10’ Brazil 75’ (rig.) Mühren |

| Eindhoven 24 ottobre 1984 Sedicesimi di finale - Andata | PSV      | 0 – 0 referto | Manchester Utd | Philips Stadion (24 775 spett.)\| Arbitro: \| Eriksson \| |
| Arbitro:                                                | Eriksson |               |                |                                                           |

| Arbitro: | Agnolin |

|                     |           |  |
| Strachan 92’ (rig.) | Marcatori |  |

| Arbitro: | Dočev |

|                               |           |                          |
| Strachan 9’ (rig.) Robson 50’ | Marcatori | 47’ Hegarty 61’ Sturrock |

| Arbitro: | Delmer |

|                       |           |                                           |
| Dodds 25’ Hegarty 50’ | Marcatori | 12’ Hughes 43’ (aut.) McGinnis 75’ Mühren |

| Arbitro: | Lamo Castillo |

|               |           |  |
| Stapleton 60’ | Marcatori |  |

| Arbitro: | Fredriksson |

|                                          |                      |                                                    |
| Wittmann 20’                             | Marcatori            |                                                    |
| Szabó Burcsa Végh Wittmann Gömöri Vadász | Tiri di rigore 5 – 4 | Whiteside Olsen Stapleton Strachan Gidman Albiston |